# Philippe Dean
Philippe Dean, född 3 januari 1969 i Frankrike, är en fransk skådespelare i pornografisk film, som medverkat i över 150 filmer sedan 1990-talets början.